# Hemileius clavatus
Hemileius clavatus är en kvalsterart som beskrevs av Aoki 1992. Hemileius clavatus ingår i släktet Hemileius och familjen Hemileiidae. Inga underarter finns listade i Catalogue of Life.